# Palinuro
Palinuro – małe miasteczko położone we Włoszech, w prowincji Salerno, w regionie Kampanii. Nazwa miasta pochodzi od Palinurusa, bohatera mitologii rzymskiej, sternika statku bohatera trojańskiego Eneasza.

## Geografia
Palinuro położone na brzegu Morza Tyrreńskiego, w południowej części Cilento. Miasteczko znajduje się w odległości 7 km od miejscowości Centola, 8 km od Marina di Camerota, 10 km od Pisciotta i 80 km od stolicy prowincji Salerno.